# Tricassa
Tricassa là một chi nhện trong họ Lycosidae.